# Punxaflors de bigotis
El punxaflors de bigotis (Diglossa mystacalis) és una espècie d'ocell de la família dels tràupids (Thraupidae) que habita els clars de la selva humida i arbusts del Perú i oest de Bolívia.